# Бенигна лимфоепителна лезија
Бенигна лимфоепителна лезија, Микуличева болест је промена слични тумору примарно лоцирана у пљувачним и сузним жлездама. У појединим изворима део аутора ове промене сврстава у бенигне туморе, пљувачних жлезди јер се у преко 50% случајева, они јављају у паротидним (заушним) пљувачним жлездама, са јасним знацима лимфоплазмоцитне инфилтрација.

## Синоними[1]
- Дакриосиалоаденопатија
- Микуличев синдром
- Микулич-Радецки синдром
- Микулич-Сјогрен (Шегрен) синдром
- фон Микулич синдром

## Историја
Ова лезија се по њеном открићу називала Микуличева болест, нарочито уколико код болесника нису постојали симптоми и знаци других обољења, попут лимфома, туберозне склерозе и саркоидозе.
Назив Микуличева болест, — (енгл. Mikulicz's disease) изведен је из имена Јохан Микулич

## Анатомија пљувачне жлезде
Пљувачне жлезде су егзокрине жлезде горњег аеро-дигестивног тракта чија је основна функција стварање и лучење пљувачке. Постоји три пара великих и око 700—1.000 малих пљувацних жлезда.  Оне су са усном дупље повезане преко сопствених изводних канала.
У групу великих пљувачних жлезда спадају: 
- паротидне (доушне) жлезде
- субмандибуларнне (подвиличне) жлезде и
- сублингвалне (подјезичне) жлезде.

## Етиологија
Узрок настанка промена код бенигне лимфоепителне лези је није у потпуности разјашњен.
Неки аутори сматрају ову болест и Шегренов синдром као идентичне, док други указују да су то два одвојена ентитета, због одсуства реуматоидног артритиса у Микуличевој болести.

## Епидемиологија
Статистички подаци показују да се бенигна лимфоепителна лезија најчешће јавља код особа између 45 и 60 година живота. Постоји већа склоност ка јављању болести код особа женског пола. 

## Клиничка слика
Лимфоепителна лезија клинички се манифестује прогресивним обостраним увећањем паротидних пљувачних жлезда, које су на палпацију безболне и еластично-мекане конзистенције. Пљувачна жлезда може да буде отечена и само са једне стране, и понекад могу да буду и благо болне.
У преко 80% случајева захваћене су паротидне (заушне) пљувачне жлезда, али могу да буду захваћене и остале пљувачне жлезде. Истовремено са пљувачним може постојати и увећање сузних жлезда. 
Код бенигне лимфоепиталне лезије нема других имунолошких и системских промена ко што је то карактеристично за Сјегренов синдром.

## Дијагноза
Дијагноза лимфоепителне лезије поставља се на основу анамнезе, клиничке слике, клиничког прегледа, и допунских тестова нпр.  сијалографије.

### Анамнеза
Анамнеза је од изузетног значаја за дијагностику лимфоепителне лезије, јер се на основу добро узете анамнезе она може диференцијално дијагностички може разграничити од: запаљење, калкулоза, системско обољење, цистицна лезија, трауме или неоплазма. Пажљив избор питања доприноси ближем усмеравању према лимфоепителној лезији.

### Клинички преглед
Клинички преглед пљувачних жлезда подразумева инспекцију, палпацију и сондирање изводних канала. Инспекцијом се стиче увид у спољашњи изглед жлезде, орифицијум изводног канала, а такодђе у изгледа пљувачке која се добија експресијом жлезде. Палпација субмандибуларних жлезде изводи се бимануелним притиском, при чему се прсти једне руке налазе интраорално у сублингвалном пределу док су прсти друге руке у контакту са кожом субмандибуларног предела. Здраве пљувачне жлезде се не палпирају. Обострани дифузни оток пљувачних жлезда упућује на лимфоепителну лезију.

### Допунски тестови
Биопсија
Дефинитивна дијагноза болести поставља се биопсијом жлезде и хистопатолошки анализом тако добијеног узорка ткива. Међу најважније индикације за класичну биопсију спадају нетуморска обољења пљувачних жлезда. Биопсија се, пре свега изводи у циљу диференцијације између сиалоаденозе и Сјогреновог синдрома. Код доброћудних тумора биопсија није индикована због ризика од дисеминације туморских ћелија отварањем капсуле тумора и могућности настанка рецидива (посебно је то значајно за плеоморфни аденом).

## Терапија
Терапија лимфоепителне лезије, имајући при томе обзир њену бенигну природу, примарно је конзервативна, али може бити и хируршка. 
Конзервативна терапија
Конзервативно лечење се састоји у примени локалних облога и зрачне терапије. Код мањих промена које не сметају пацијенту, промене не треба дирати, већ се препоручује њихово праћење. Поједини аутори наводе употребу зрачне терапије у овом стању, што је за сада веома дискутабилно, због недовољно обављеног истраживања.
Хируршка терапија
Хируршко лечење обухвата парцијалну или тоталну паротидектомију са очувањем живца лица или фацијалиса.  Kод већине случајева ова терапија подразумева уклањање суперфицијалног режња паротидне жлезде заједно са тумором, уз истовремену идентификацију, дисекцију и презервацију  личног живца (фацијалиса). Поступак се назива и суперфицијална, латерална или субтотална паротидектомија. Пошто су 80 одсто тумора паротидне жлезде бенигни и претежно локализовани у површном режњу жлезде (код око 80 одсто случајева), субтотална паротидектомија представља најчешћи и метод хируршког лечења тумора паротидне жлезде, било које етиологије.